# رای (نیویورک)
رای (به انگلیسی: Rye) شهری در شهرستان وستچستر ایالت نیویورک است که در سرشماری سال ۲۰۱۰ میلادی، ۱۴۹۵۵ نفر جمعیت داشته است. رای، به‌طور رسمی در تاریخ ۱۹۴۲ میلادی به‌عنوان یک شهر شناخته شد.